# Rosa Schapire

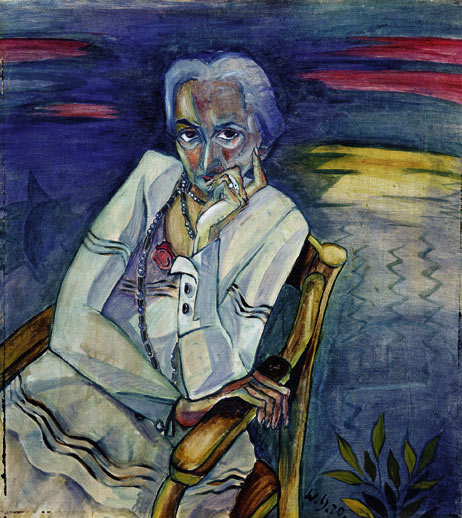
Walter Gramatté: Porträt Rosa Schapire, 1920, Nationalgalerie Berlin

Rosa Schapire (geboren 9. September 1874 in Brody, Galizien, Österreich-Ungarn; gestorben 1. Februar 1954 in London) war eine deutsche Kunsthistorikerin und -sammlerin, Mäzenin und Autorin. Sie übersetzte Werke der Literatur und Kunstgeschichte aus dem Französischen und dem Polnischen. Sie wurde als eine der ersten Frauen in Deutschland als Kunsthistorikerin promoviert. Rosa Schapire förderte neben anderen Brücke-Künstlern besonders Karl Schmidt-Rottluff, dessen Arbeiten sie früh sammelte. Er gehörte zu ihren engsten Freunden. Nur wenige Frauen in der Kunst waren gleichzeitig Wissenschaftlerinnen, Mäzeninnen, Kunstkritikerinnen und -sammlerinnen.

## Leben

### Jugend und Ausbildung
Rosa Schapire wurde als Tochter begüterter jüdischer Eltern in Ostgalizien geboren. In Brody, wo damals mehrheitlich Juden lebten, wuchs sie mit vier Schwestern auf. Sie wurde dreisprachig (Polnisch, Deutsch und Französisch) erzogen und fühlte sich zum Internationalismus „wohl von Geburt, Erziehung, Lebensschicksal bestimmt“. Ihre jüngere Schwester Anna Schapire-Neurath war Schriftstellerin und mit dem österreichischen Ökonomen und Philosophen Otto Neurath verheiratet.
Rosa Schapire interessierte sich schon als junges Mädchen für zeitgenössisch/Moderne Kunst und studierte Kunstgeschichte an der Universität Zürich, Universität Leipzig, Humboldt-Universität zu Berlin (damals Friedrich-Wilhelms-Universität) und Universität Heidelberg. Bereits 1897 publizierte sie in den Sozialistischen Monatsheften den Aufsatz Ein Wort zur Frauenemanzipation. Darin distanzierte sie sich von der bürgerlichen Frauenbewegung, die lediglich die „Erschließung immer neuer Berufsarten für die Frau, Gütertrennung in der Ehe, Erweiterung der Rechte der Mutter“ fordere. Sie stellte diesen Forderungen die Lage der proletarischen Frauen gegenüber und erklärte: „Die Lösung der Frauenfrage ist erst in einer Gesellschaft möglich, in der der Mensch den Beruf und nicht der Beruf den Menschen hat.“ Sie kam zu der Erkenntnis: „Erst im sozialistischen Staat, von keinen inneren und äusseren Vorurtheilen eingeengt, als Schranke nur den eigenen sittlichen Massstab, wird es der Frau möglich sein, ein freier Mensch zu werden, sich dem Manne ihrer Wahl in freier Liebe hinzugeben und den ‚Sprung aus dem Reich der Nothwendigkeit in das Reich der Freiheit’ zu machen.“ 1901 verfasste sie einen Aufsatz über den damals umstrittenen Schweizer Maler Ferdinand Hodler. In der Frankfurter Zeitung veröffentlichte sie 1903 einen Artikel über Hamburger Privatgalerien.
Im Jahr 1904 wurde sie an der Universität Heidelberg unter Henry Thode promoviert. Mitstudenten waren Edwin Redslob, Walter Kaesbach, Emil Waldmann und Ernst Kühnel. Ihre Dissertation verfasste sie trotz ihrer Vorliebe für zeitgenössische Kunst aus „Rücksicht mit viel Vorsicht“ gegenüber den Ordinarien über den Frankfurter Architektur- und Landschaftsmaler Ernst Morgenstern (1738–1819). Vor dem Ersten Weltkrieg begann sie mit der Aufarbeitung des Werks des Hamburger Malers und Illustrators Hans Speckter.

### Hamburg und Verbindung zur Brücke
1905 zog Schapire nach Hamburg. Im selben Jahr wurde ihre Übersetzung aus dem Französischen der Fragments d’un journal intime (1882–1884), Tagebuchauszüge des Schweizer Schriftstellers und Philosophen Henri-Frédéric Amiel, im Piper Verlag veröffentlicht. Sie übersetzte Werke des französischen Romanciers Honoré de Balzac ins Deutsche, den Roman Doktor Pascal von Émile Zola, außerdem kunstwissenschaftliche Veröffentlichungen aus dem Polnischen. 1906 besprach sie in der März-Ausgabe der Monatshefte der kunstwissenschaftlichen Literatur im Kapitel Niederländische Kunst Johanna de Jonghs Buch Die holländische Landschaftsmalerei, das im Vorjahr im Verlag Bruno Cassirer in deutscher Übersetzung erschienen war.

Ernst Ludwig Kirchner: Badende an den Moritzburger Seen, Postkarte an Rosa Schapire, 1909

Der Hamburger Landgerichtsdirektor und Kunstsammler Gustav Schiefler machte Rosa Schapire auf die Künstler der Vereinigung Die Brücke aufmerksam, die 1905 in Dresden gegründet worden war. Im Juni 1907 schloss sich Schapire als passives Mitglied der Brücke an, zu deren Gründern der Maler Karl Schmidt-Rottluff gehörte. Ihren Namen „Rosa Schapire Frl Dr Hamburg“ schnitt er als Nummer 30 von insgesamt 68 passiven Mitgliedern in das von ihm geführte Mitgliederverzeichnis ins Holz. Schapire lernte Schmidt-Rottluff 1908 persönlich kennen, schloss enge Freundschaft mit ihm und wurde zu seiner Förderin.
Mit den Mitgliedern der Brücke pflegte sie regen Briefkontakt. Erhalten ist ihre Sammlung von mehr als hundert von den Künstlern gestalteten Postkarten, darunter eine Postkarte Schmidt-Rottluffs und Max Pechsteins von 1910 aus Berlin an das „verehrte Fräulein Schapire“. Aus demselben Jahr stammt eine Karte Schmidt-Rottluffs, die Rosa Schapire als Frau auf dem Sofa darstellt. Eine Karte von 1911, von Ernst Ludwig Kirchner gemalt und Max Pechstein sowie Otto Mueller mit unterschrieben, wurde 1987 in München für 38.000 Mark versteigert. Zu ihrem 50. Geburtstag 1924 erhielt sie acht bemalte Postkarten der „Brücke“-Künstler. Die Künstler-Postkarten befinden sich in unterschiedlichen Museen und wurden für die Hamburger Ausstellung im Museum für Kunst und Gewerbe von 2009 zusammengeführt und ausgestellt.
Mit Emil Nolde und dessen Frau war Schapire kurzzeitig freundschaftlich verbunden. Sie schrieb zwei Aufsätze über ihn und hielt die Eröffnungsrede bei einer Ausstellung im Jahr 1908 in Hamburg. Sie entfremdeten sich jedoch bald, der Kontakt brach schließlich ab. Ein wichtiger Grund dafür wird aus den folgenden Sätzen Noldes im zweiten Teil seiner 1934 erschienenen Erinnerungen deutlich:

»Eine hiesige Dame interessiert sich sehr für Ihre Kunst“«, erzählte Frau Rauert. Es war Fräulein Dr. Schapiere, und als wir nach Alsen kamen, wurden uns ihre frisch geschriebenen Artikel zugesandt. Auch kamen Briefe geflogen. − Die schnell auflodernde Freundschaft zwischen ihr und uns brach wieder in sich zusammen. Nur Asche blieb. Vom Wind verweht. In der Kunst war es meine erste bewußte Begegnung mit einem Menschen, anderer Art als ich es war. … Juden haben viel Intelligenz und Geistigkeit, doch wenig Seele und wenig Schöpfergabe. Ein junger forscher Jude, als ich nach Berlin gekommen war, sagte mir dass: »Jedes junge Mädchen, mit dem ich zum dritten Mal allein zusammen bin, m u ß fallen«. – Das machte mir jungem Menschen einen ungeheuerlichen Eindruck, der nie mich verlassen konnte. Mir waren wund alle zarten edlen Innigkeiten. Juden sind andere Menschen, als wir es sind. Oder sollte ein deutscher Mädchenjäger auch gleiches wollen und tun?
Ende Mai 1909 trafen sich Schmidt-Rottluff, Erich Heckel, der eine Freundin mitbrachte, und Rosa Schapire in Dangast am Jadebusen, wo Schmidt-Rottluff den Sommer zu verbringen pflegte. 1910 kam Schmidt-Rottluff für drei Jahre nach Hamburg und mietete ein Atelier in der Johannisstraße 6. Anfang 1911 gelang es Rosa Schapire, die erste Einzelausstellung von Schmidt-Rottluffs Werken in Hamburg in der Galerie Commeter in der Hermannstraße 37 durchzusetzen. Sie hielt am 8. Januar 1911 den Eröffnungsvortrag, was den Kritiker Denis Hoffmann im Hamburger Fremdenblatt zu der Feststellung veranlasste, „Ihre Prophezeiung, daß Schmitt-Rottluff sich einen Platz in der Kunstgeschichte errang oder erringen wird, bildete einen hübschen aber kühnen Schluß.“ 1912 ging Schmidt-Rottluffs Gemälde Georginen in Vase in den Besitz der Hamburger Kunsthalle über. Später kam es in die Kunsthalle Bielefeld.
Schmidt-Rottluff fertigte eine Reihe von Porträts von Rosa Schapire an. Ein Porträt von 1911 ist im Brücke-Museum Berlin zu sehen. Das Bildnis Rosa Schapire, ein Ölgemälde von 1919, befindet sich wie Frau mit Tasche (1915) und Zwei Frauen (1912) in der Tate Gallery in London. Schapire kaufte eine Vielzahl seiner Arbeiten, darunter Ölgemälde, Holzskulpturen, Aquarelle sowie seine Druckgrafiken. Schmidt-Rottluff stattete ihre Wohnung im dritten Stock in der Hamburger Osterbekstraße 43 – an der Stelle der heutigen Adresse Hans-Henny-Jahnn-Weg 41–45 (in Verlängerung der Osterbekstraße) – aus, in der sie seit 1908 lebte, und baute dafür Möbel. Für sie entwarf er außerdem Kleidung und Schmuckstücke. Über ihr Wohnzimmer schrieb Franz Radziwill, der sie ab 1920 häufig besuchte und sie dreimal porträtierte, „nur in diesem Raum, den wir Schmidt-Rottluff-Zimmer nannten, lebte sie, und dort erlebte sie vor den Bildern und Gegenständen ihrer Liebe sich und die anderen.“ Neben Schmidt-Rottluffs Arbeiten fanden dort lediglich Radziwills Werke Platz, die sie von ihm gekauft hatte.
1916 gründete Rosa Schapire mit Ida Dehmel den Frauenbund zur Förderung deutscher bildender Kunst. Sie förderte den Maler und Grafiker Willem Grimm, der 1924 nach Hamburg kam und enge Kontakte zur Hamburger Sezession hatte, der sie seit 1919 als literarisches Mitglied angehörte. 1936 besuchte der Schriftsteller Samuel Beckett bei einem zweimonatigen Aufenthalt in Hamburg Rosa Schapire in deren Wohnung und bestaunte deren Einrichtung als Gesamtkunstwerk Schmidt-Rottluffs.
Nach Ende des Ersten Weltkriegs hielten sich Rosa Schapire, Schmidt-Rottluff, dessen Frau Emy und seine Schwester Gertrud sowie deren Künstlerfreunde Bernhard Hoetger, Curt Stoermer und Heinrich Vogeler häufig in dem schleswig-holsteinischen Küstenort Hohwacht auf. 1923 porträtierte Schmidt-Rottluff Rosa Schapire in dem Holzschnitt Frauenkopf R. S. 1924 veröffentlichte sie Karl Schmidt-Rottluffs graphisches Werk bis 1923, das 1965 erneut verlegt wurde. 1929 schrieb sie das Vorwort zum Ausstellungskatalog der Schmidt-Rottluff-Ausstellung in der Chemnitzer Kunsthütte.
Von 1919 bis 1920 gab sie zusammen mit Wilhelm Niemeyer  die expressionistische Kunstzeitschrift Die Rote Erde heraus, mit einem Titelholzschnitt von Schmidt-Rottluff, gründete 1920 ebenfalls mit Wilhelm Niemeyer den Kunstbund Hamburg und veröffentlichte 1920/1921 die Kunstzeitschrift Kündung mit Originalholzschnitten etwa von Charles Crodel. 1931 gehörte sie zu den Gründungsmitgliedern des ersten deutschen Zonta-Clubs.

### Verfemung in der Zeit des Nationalsozialismus
Nach der Machtübernahme der Nationalsozialisten 1933 arbeitete sie bis zum Jahr 1939 im Jüdischen Kulturbund Hamburg mit. Junge Künstler, die sie förderte, bedankten sich mit etwa 20 Porträts von ihr für die Unterstützung.
Im Zusammenhang mit der „Ausstellung für entartete Kunst“ 1937 in München wurde Rosa Schapire in ihrer Hamburger Wohnung unter Hausarrest gestellt. Sie konnte nur noch unter Pseudonym veröffentlichen und emigrierte 1939 kurz vor Beginn des Zweiten Weltkriegs nach Großbritannien. Am 18. August 1939 kam sie in London an. Aus Deutschland gerettet hatte sie ihre Schmidt-Rottluff-Sammlung und die Künstler-Postkarten. Die Gestapo beschlagnahmte ihre Bibliothek und versteigerte die zurückgelassenen Kunstwerke, insgesamt 86 Positionen, am 31. Oktober 1941 für 1.348,30 Reichsmark. Ihre von Schmidt-Rottluff bemalten Möbel verbrannten 1943 während eines Luftangriffs im Hamburger Freihafen.
In der Hamburger Ausstellung von 2009 werden in einem separaten Raum Schriftstücke aus dem Staatsarchiv der Freien und Hansestadt Hamburg gezeigt, aus denen hervorgeht, dass Schapire vor der „Ausreise“ ihr gesamtes Wohnungsinventar und ihr Einkommen aufführen musste, dass die inventarisierten Haushaltsgegenstände versteigert wurden und dass der Wiedergutmachungsantrag von Schapire aus dem Londoner Exil trotz ihres Hinweises auf ihre finanzielle Notlage erst Ende der 1950er-Jahre, nach ihrem Tod, entschieden wurde. In den Unterlagen ist auch eine knappe Bestätigung von Schmidt-Rottluff erhalten, in der er den Wert seiner an Schapire geschenkten Werke beziffert.

### Exil in London

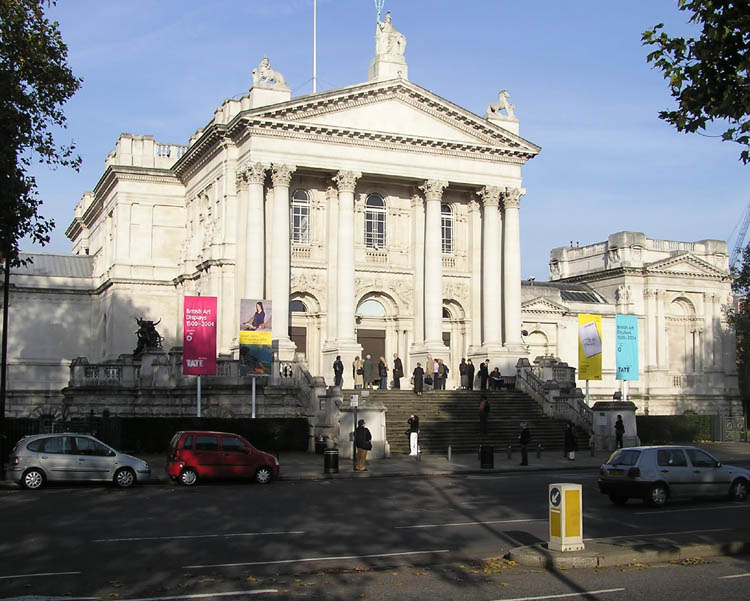
Tate Gallery in London

In London verdiente Rosa Schapire ihren Lebensunterhalt durch Übersetzungen. Sie lebte in bescheidenen Verhältnissen in einem Zimmer nahe der Tate Gallery, in der sie als Honorarkraft beschäftigt war. 1945/1946 traf sie den Expressionisten Ludwig Meidner, der sie in vier Skizzenbuchzeichnungen porträtierte (Werkverzeichnis PR 34-27 bis 30). Ab 1950 arbeitete sie an einer Monografie Maria von Heider-Schweinitz’ (1894–1974), die sie jedoch nicht mehr abschloss. 1953 hielt sie ihren letzten Vortrag zur Ausstellung von Werken Schmidt-Rottluffs in Leicester. Ausgestellt wurden neben anderen Arbeiten 40 Holzschnitte, die aus ihrer Sammlung stammten.
Rosa Schapire starb 1954 in der Londoner Tate Gallery, in der Nähe der Schmidt-Rottluff-Bilder, die sie dem Museum überlassen hatte. Den größten Teil ihrer Sammlung, darunter 600 grafische Arbeiten, vermachte sie deutschen Museen in Mannheim, Berlin, (Hamburg-)Altona, Hamburg und Köln, mit denen sie nach Ende des Zweiten Weltkriegs in Kontakt gestanden hatte. Ihre Postkartensammlung und druckgraphische Arbeiten stiftete sie dem Tel Aviv Museum in Israel und den Leicestershire Museums Art Galleries in Großbritannien. Ihr Briefwechsel mit Franz Marc befindet sich seit 2005 im Archiv des Germanischen Nationalmuseums in Nürnberg.
Bis auf die Schwester Anna Schapire-Neurath, die 1911 bei der Geburt ihres Kindes in Wien starb, kamen alle ihre Angehörigen im Holocaust um.

## Porträts von Rosa Schapire
Rosa Schapires Künstlerfreunde haben mehrere Porträts von ihr gemalt.

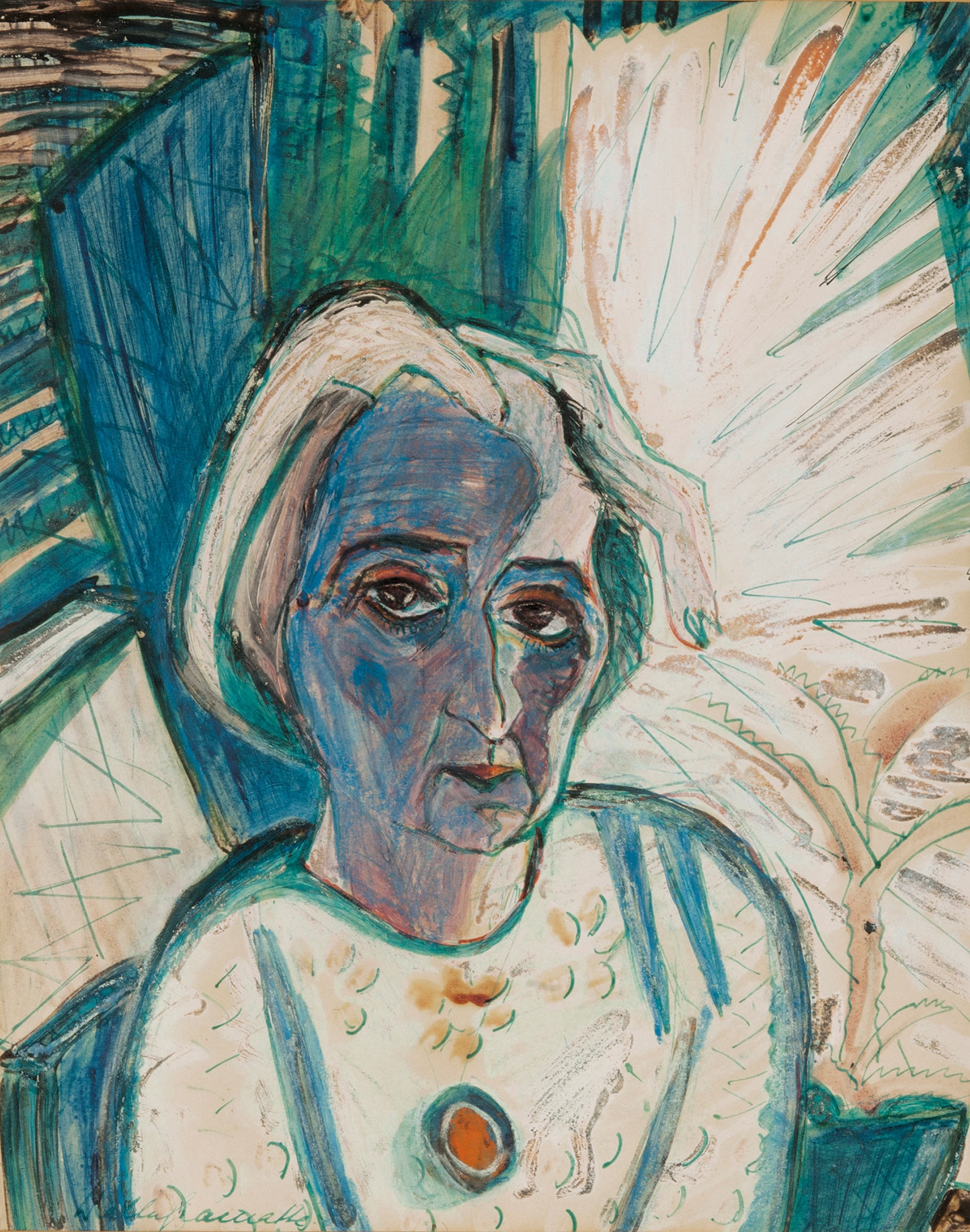
Walter Gramatté: Bildnis Rosa Schapire, 1920

- Schmidt-Rottluff malte 1909 in Aquarell und Tusche Frau am Tisch (Rosa Schapire), das sich im Eigentum des Brücke-Museums in Berlin befindet, ebenso das Gemälde Bildnis Rosa Schapire in Öl auf Leinwand aus dem Jahr 1911.
- Schmidt-Rottluff malte 1915 (wie oben erwähnt) Frau mit Handtasche (Woman with bag), das sie 1950 der Tate Modern, London schenkte sowie Bildnis R.S., das sich seit 2019 im Brücke-Museum befindet.[11]
- Schmidt-Rottluff malte 1919 das Bildnis Rosa Schapire in Öl auf Leinwand, das sich in der Tate Modern befindet.
- Walter Gramatté malte 1920 Rosa Schapire auf einem Stuhl sitzend in nachdenklicher Haltung. Das Gemälde befindet sich im Eigentum der Staatlichen Museen zu Berlin, Nationalgalerie (Abbildung in Einleitung). Ein Porträt mit Kette entstand im selben Jahr.
- Franz Radziwill zeichnete 1925 Rosa Schapire, Bleistift und Tusche, 31,7 × 23,8 cm, monogrammiert unten rechts.

## Nachwirkung
1958 veröffentlichte Gerhard Wietek im Insel Verlag als Band 678/1 der Insel-Bücherei Maler der Brücke – Farbige Kartengrüße an Rosa Schapire von Erich Heckel, Ernst Ludwig Kirchner, Max Pechstein, Karl Schmidt-Rottluff. 1990 wurde in Mannheim die Ausstellung „Brücke“ an Dr. Rosa Schapire gezeigt, in der an Rosa Schapire von Brücke-Künstlern gerichtete Postkarten aus dem Nachlass ausgestellt wurden. Die Hansestadt Hamburg benannte den Rosa-Schapire-Weg in Bergedorf nach ihr.
Im August 2009 eröffnete erstmals eine Gesamtausstellung über Schapire ihre Pforten im Hamburger Museum für Kunst und Gewerbe; 2009/2010 wurde sie in den Kunstsammlungen Chemnitz gezeigt. In der Ausstellung unter dem Titel Rosa. Eigenartig grün. Rosa Schapire und die Expressionisten wurde ihr Weg als Wissenschaftlerin gezeichnet; Exponate waren Gemälde aus ihrer Sammlung, Dokumente, Fotografien, Postkarten, die die Künstler an sie richteten, Schapire-Porträts, Grafiken der „Brücke“-Künstler und ein virtueller Blick in das von Schmidt-Rottluff ausgestattete Wohnzimmer Schapires in Hamburg-Uhlenhorst. Kuratorin der Ausstellung war Leonie Beiersdorf, gestaltet wurde sie vom Münchner Designer Holger Wallat.
2016 wurde der mit 20.000 Euro dotierte Rosa-Schapire-Kunstpreis von den Freunden der Kunsthalle e. V. ins Leben gerufen. „Geehrt werden soll eine Künstlerpersönlichkeit, deren Werk geeignet ist, ein traditionsreiches und richtungweisendes Museum wie die Hamburger Kunsthalle zu bereichern und lebendig zu halten.“ Die erste Auszeichnung ging an Dan Perjovschi.

## Werke
- Johann Ludwig Ernst Morgenstern – Ein Beitrag zu Frankfurts Kunstgeschichte im 18. Jahrhundert. Heitz, Straßburg 1904 (Dissertation) in der Google-Buchsuche-USA
- Karl Schmidt-Rottluffs graphisches Werk bis 1923. Euphorion Verlag, Berlin 1924.
- Hans Speckter – ein Hamburger Maler 1848–1888. Saucke, Wienhausen 2004 (Neuausgabe)

## Übersetzungen
| - Henri-Frédéric Amiel: Fragments d’un journal intime (1882–1884). (1905) - Kazimierz Chledowski: Das Italien des Rokoko. (1915) - Kazimierz Chledowski: Der Hof von Ferrara. (1919) - Honoré de Balzac: Vater Goriot. (1923) - Honoré de Balzac: Pierette. (1924) | - Émile Zola: Doktor Pascal. (1924) - Camille Mauclair: Florenz. (1924) - Honoré de Balzac: Der Ehekontrakt. (1925) - Honoré de Balzac: Sarrasine. (1925) - Émile Zola: Seine Exzellenz Eugen Rougon. (1928) |